# دوران کوراگلیف
دوران کوراگلیف (به روسی: Даурен Куруглиев، آوانگاری: زادهٔ ۱۲ ژوئیهٔ ۱۹۹۲) یک کشتی‌گیر آزادکار روسی الاصل اهل کشور یونان است.
از افتخارات وی می‌توان به‌ کسب مدال برنز بازی‌های المپیک ۲۰۲۴ پاریس اشاره کرد.

## فعالیت حرفه‌ای

### المپیک ۲۰۲۴ پاریس
کوراگلیف در وزن ۸۶ کیلوگرم کشتی آزاد المپیک ۲۰۲۴ پاریس حاضر بود که در کشتی اول اتان راموس از پورتوریکو را شکست داد اما در کشتی بعد به حسن یزدانی از ایران باخت و با توجه به حضور این کشتی‌گیر در فینال، به دیدار شانس مجدد رفت. او در مرحله شانس مجدد جایدن لاورنس از استرالیا را شکست داد و به دیدار رده‌بندی رسید. وی در این دیدار مایلس امینی از سان مارینو را شکست داد و مدال برنز را بدست آورد.